# 南黎巴嫩军
南黎巴嫩军（英语缩写SLA；阿拉伯语：‎; 音: Jaysh Lubnān al-Janūbi；希伯來語：‎; 音: Tzvá Dróm Levanón, Tzadál）是黎巴嫩内战期间的一支参战的基督教民兵部队。1979年后，该部队由萨阿德·哈达德少校领导的自由黎巴嫩政府领导。在1982年–2000年南黎巴嫩冲突中，南黎巴嫩军得到以色列方面的支持，一直是真主党等伊斯兰抵抗武装的首要战斗目标。在以军于2000年全部撤出黎巴嫩南部后，南黎巴嫩军宣告解散。

## 资料来源
- Le Hezbollah: un mouvement Islamo-nationaliste, Frédéric Domont and Walid Charrara, Editions Fayard: Paris, 2004 ISBN 2-213-62009-1